# 沃尔夫帕辛
沃尔夫帕辛是奥地利下奥地利州沙伊布斯县的一个市镇。总面积20.31平方公里，总人口1332人，人口密度65.6人/平方公里（2005年）。